# Felipe Wu
Felipe Almeida Wu (São Paulo, 11 de junho de 1992) é um atirador esportivo e medalhista olímpico brasileiro. 
Neto de chineses e filho de atiradores, Wu começou sua trajetória no esporte aos 11 anos, por lazer. 
Começou a se destacar nos Jogos Olímpicos de Verão da Juventude de 2010, realizados em Singapura, quando conquistou a medalha de prata. No mesmo ano, conquistou a medalha de ouro ao compor a equipe brasileira nos Jogos Sul-Americanos de Medelin. Integrou a delegação nacional que disputou os Jogos Pan-Americanos de 2011, em Guadalajara, no México.
Também conquistou a medalha de ouro nos Jogos Sul-Americanos de 2014, em Santiago. No Pan de Toronto, em 2015, conquistou a medalha de ouro na categoria pistola de ar 10 m. Também venceu duas etapas da Copa do Mundo de Tiro Esportivo em 2016: em Bancoque e Baku.
Nos Jogos Olímpicos de 2016, conquistou a medalha de prata na prova de tiro esportivo na categoria pistola de ar de 10 metros. O desempenho de Wu foi o melhor de um atleta brasileiro nos Jogos Olímpicos para essa modalidade desde os Jogos de Antuérpia, em 1920. Com a medalha de prata, atualmente é considerado um dos maiores atiradores do mundo. 
Wu é atleta do Exército Brasileiro desde 2013, com a graduação de terceiro sargento, e integra o Programa Atletas de Alto Rendimento (PAAR) criado pelo Ministério da Defesa para auxiliar o financiamento de atletas no país. O ingresso no Exército também foi uma forma encontrada pelo atleta para ter acesso a armas de fogo, diante das restrições colocadas pelo Estatuto do Desarmamento. Estuda engenharia aeroespacial na Universidade Federal do ABC.